# Carl Berners plass Station
Carl Berners plass Station (Carl Berners plass stasjon) er en metrostation på Grorudbanen på T-banen i Oslo. Stationen ligger under jorden med indgang fra begge sider af Grenseveien, ca. 150 meter øst for Carl Berners plass.
Stationen blev åbnet som en del af Grorudbanen i 1966. Siden 2006 har den desuden været forbundet med T-baneringen.